# Elena di Grecia
Elena di Grecia e Danimarca (nome completo  Helen zu Schleswig-Holstein-Sonderburg-Glücksburg) (Atene, 2 maggio 1896 – Losanna, 28 novembre 1982) nata principessa di Grecia e Danimarca, chiamata famigliarmente Sitta zu, divenne regina madre di Romania nel 1940, come madre del re Michele I di Romania.

## Biografia

### Giovinezza
Elena di Grecia e Danimarca nacque ad Atene, il 2 maggio 1896, figlia di Costantino di Grecia e di Sofia di Prussia; da parte di padre, era nipote di re Giorgio I di Grecia e della Granduchessa Ol'ga, mentre i nonni materni erano Federico III di Germania e Vittoria di Gran Bretagna, primogenita della regina Vittoria. La principessa aveva tre fratelli, Giorgio, Alessandro e Paolo, tutti e tre sovrani di Grecia, e due sorelle, Irene e Caterina. Elena era molto unita al fratello Alessandro, che però morirà in giovane età nel 1920 .

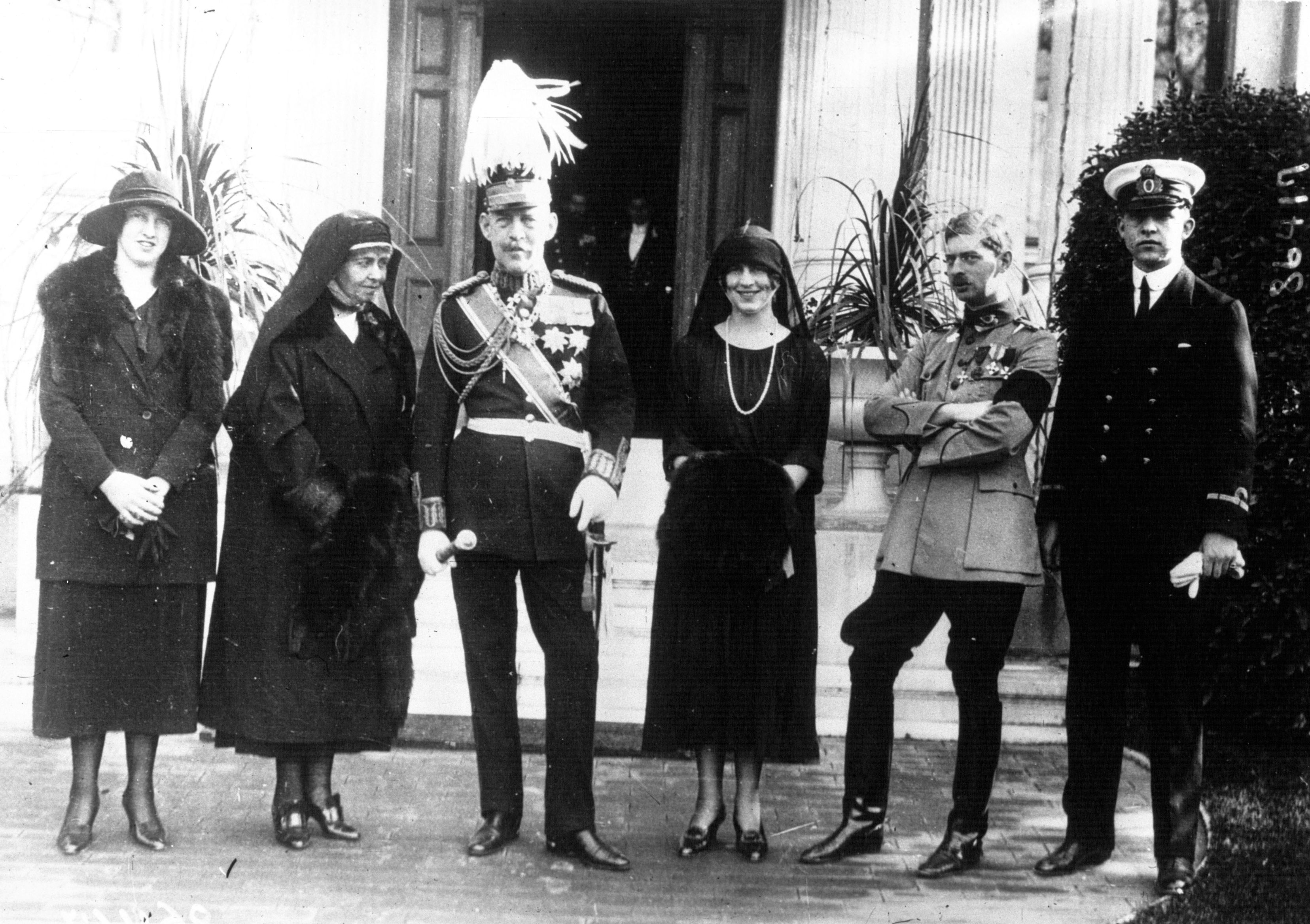
Da sinistra: Irene, regina Maria, Costantino, Elena, Carlo II e Paolo.

Era una donna molto colta con inclinazioni artistiche, divenendo un'interessante pittrice, inoltre parlava sei lingue, tranne che l'italiano nonostante per numerosi periodi della sua vita, soggiornò in Italia. Venne educata da diversi precettori e tutori ma già in giovane età dovette lasciare il paese a causa dell'instabile situazione nazionale e della negativa reputazione della monarchia che causarono il golpe di Goudi il quale costrinse la famiglia del principe ereditario, Costantino, a lasciare la Grecia per poi tornarvi pochi mesi dopo. Nel 1913 il nonno di Elena, Giorgio I venne assassinato durante la Prima guerra balcanica ed il padre gli succedette come Costantino I, re degli Elleni, il quale però, con lo scoppio della Grande guerra, dovette abdicare a causa della sua volontà di schierarsi a fianco degli Imperi centrali, così la principessa dovette lasciare la Grecia, recandosi in Svizzera, assieme ad altri membri della famiglia reale greca, mentre Il parlamento proclamò il fratello Alessandro nuovo sovrano greco.

### Matrimonio

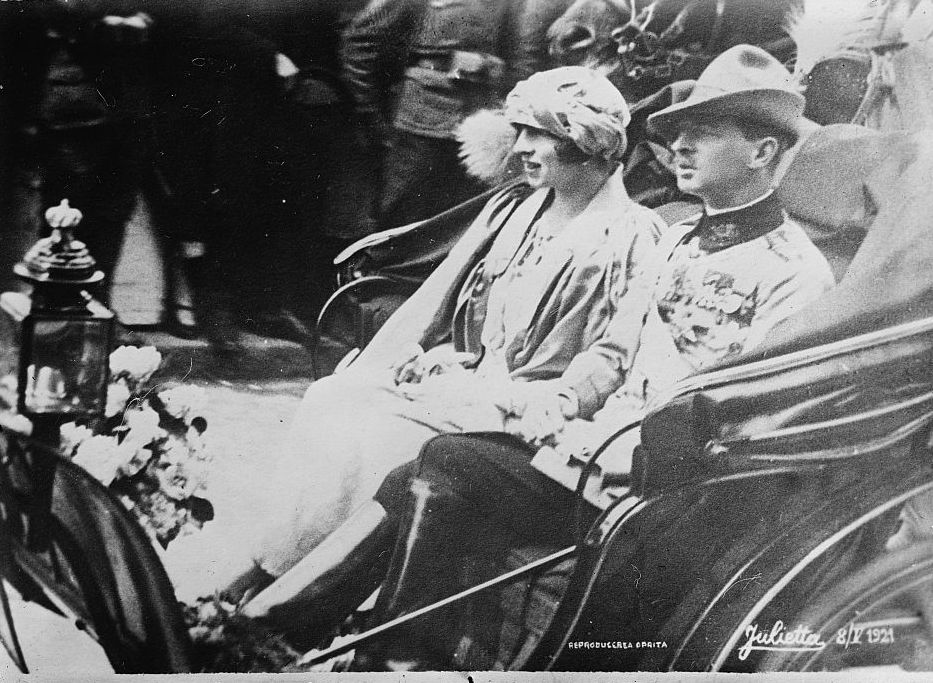
Carlo II e Elena, nel 1921.

Nel 1920, mentre i reali erano ancora in esilio, la regina Maria di Romania li visitava numerose volta assieme alle proprie figlie, fra cui la principessa Elisabetta che l'anno successivo sposò il futuro Giorgio II di Grecia; durante queste visite, era presente anche l'erede al trono rumeno, Carol, che in quel periodo stava divorziando dalla moglie morganatica Zizi Lambrino. Con l'annuncio del fidanzamento dei propri fratelli, Elena e Carol si frequentarono sempre di più, recandosi in Svizzera insieme. Il principe Carol chiese la mano di Elena al padre Costantino, il fidanzamento venne annunciato nel novembre 1920 . 

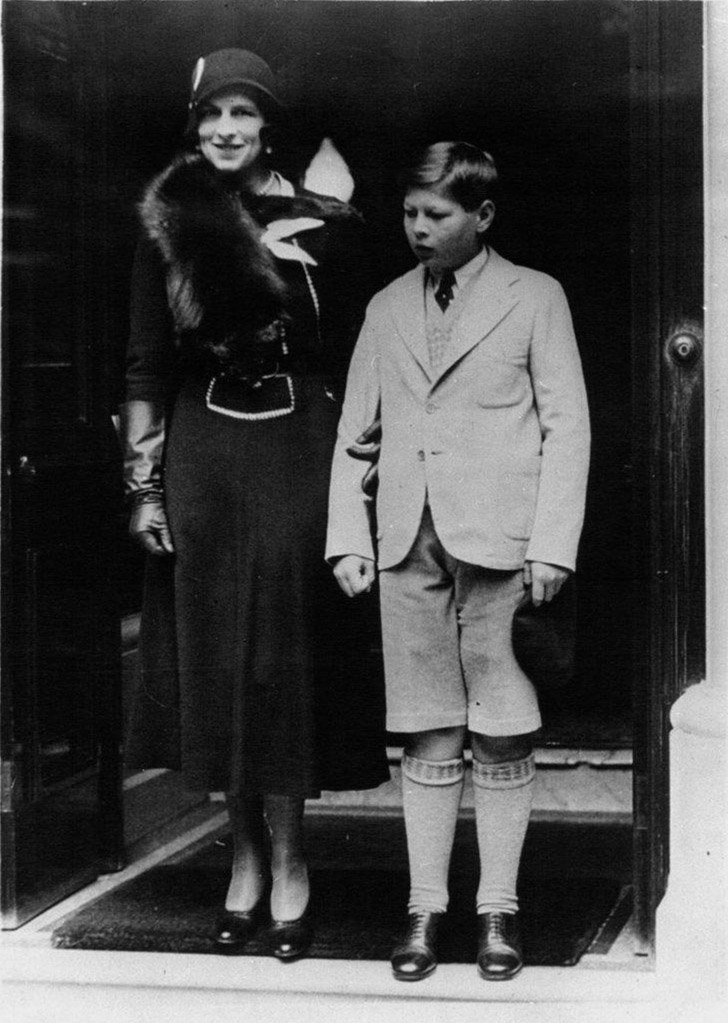
Elena e Michele nel 1932.

Il matrimonio di Elena e Carol fu celebrato il 10 marzo 1921 ad Atene, nella Cattedrale metropolitana dell'Annunciazione, stesso luogo delle nozze di Giorgio ed Elisabetta che si tennero il 27 febbraio dello stesso anno. Elena divenne così la Principessa ereditaria di Romania. La coppia ebbe solo un figlio, Michele, che divenne nel 1940 l'ultimo sovrano di Romania .

### Principessa di Romania

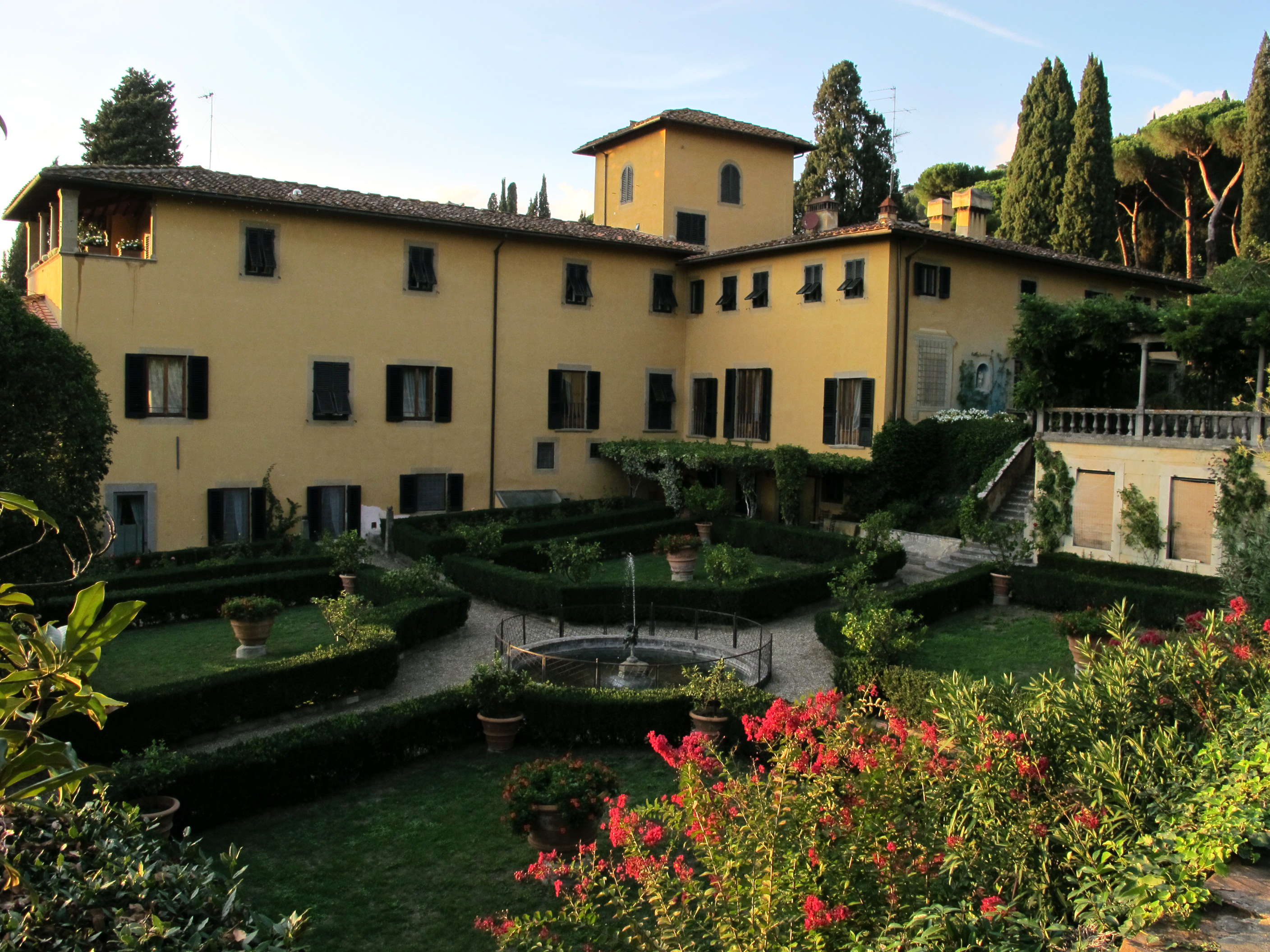
Villa Sparta, vicino a Firenze.

La coppia si stabilì al Palazzo Cotroceni, fuori la capitale, preferendo però soggiornare in un'ala del Castello di Peleș per poi trasferirsi in una residenza privata a Bucarest. Subito dopo la nascita del loro unico figlio, Michele, la coppia affrontò le prime difficoltà, preferendo frequentare ambienti diversi: Elena infatti preferiva frequentare ambienti aristocratici e decenti, mentre il marito, Carol, conduceva una vita mondana e scandalosa, sempre in compagnia di altre donne, fra cui Magda Lupescu che divenne la sua amante. Nel 1925 il principe Carlo rinunciò ai diritti di successione al trono e lasciò il paese, così quando il padre Ferdinando I morì nel 1927, il figlio Michele successe al nonno, affiancato da un Consiglio di Reggenza, presidiato dallo zio Nicola. Elena, pur essendo madre del re, non aveva alcuna posizione ufficiale, inoltre alla fine del 1928 Carol le chiese il divorzio, che inizialmente rifiutò per poi però accettare su consiglio del governo. I due divorziarono ufficialmente il 21 giugno 1928.
Nel 1930 l'ex marito Carol ritornò in Romania per assumere la corona; il governo suggerì di annullare il divorzio ma l'ex marito rifiutò, inoltre, sempre il governo propose di dare ad Elena il trattamento di Sua Maestà, essendo comunque stata la madre di un monarca, in questo caso il figlio Michele I, ma Carlo II, nuovo re, rifiutò. Elena restò per un primo periodo a Bucarest per poi raggiungere la madre in Italia per un breve periodo, ritornando in Romania dove però il sovrano aveva iniziano una campagna diffamatoria contro di lei. Il governo le permise di vivere nel paese rumeno per sei mesi e di poter vedere il figlio per un mese all'anno. Elena si trasferì poi di nuovo in Italia, a Villa Sparta, con le sorelle ed il fratello Paolo, potendo vedere Michele poche volte all'anno .

### Regina madre
Nel 1940 il re Carlo II venne forzato ad abdicare ed il figlio gli successe come Michele I di Romania; ad Elena fu così permesso di rientrare in Romania, ricevendo il trattamento di Sua Maestà, la Regina madre di Romania . La nuova regina divenne un'intima consigliera del figlio, mettendolo in guardia sul nuovo Primo ministro Ion Antonescu, che si erano appena proclamato come un dittatore, col titolo di Conducător. In quegli anni la Romania era entrata nella Seconda guerra mondiale a fianco dell'Asse, Elena si occupò dei feriti di guerra avendo poi un ruolo fondamentale per contrastare i piani di deportazioni, di Antonescu, degli ebrei, per questo anni dopo fu designata come Giusta fra le nazioni nel 1993, quasi undici anni dopo la sua scomparsa. Affiancò Michele I quando fece arrestare Antonescu nel 1944, riuscendo a firmare un armistizio con gli Alleati, in particolare con l'Unione Sovietica .
Nel 1947 la situazione nazionale era in crisi visto che, con le invasioni sovietiche, i comunisti avevano preso il controllo del paese, mettendo la posizione del sovrano e della madre in difficoltà. Quando a novembre Michele ed Elena parteciparono al matrimonio di Elisabetta e Filippo, il governo comunista sperava che i due partissero per l'esilio, ma questo non accadde perché infatti ritornarono a Bucarest a dicembre. Michele fu comunque costretto ad abbandonare il trono e la Romania fu proclamata una repubblica socialista. Elena e Michele lasciarono il paese il 3 gennaio 1948 .

### Ultimi anni e morte
Elena andò prima in Svizzera per poi ritornare in Italia a Villa Sparta, vicino a Firenze dove visse per più di trent'anni. Qui frequentò quella raffinata cerchia di intellettuali spesso stranieri che risiedevano sulle colline di Firenze, tra i quali Bernard Berenson, Harold Acton e Cecil Pinsent. Elena continuò a frequentare il suo paese nativo, la Grecia, partecipando a numerosi eventi reali come i matrimoni dei nipoti Sofia e Costantino, la Crociera dei re, il sessantesimo compleanno del fratello Paolo, succeduto a Giorgio II quando questi morì nel 1947.
Nell'ultimo anno di vita, per ragioni familiari, fu costretta a trasferirsi a Losanna, dove morì il 28 novembre 1982 all'età di ottantasei anni.

## Ascendenza
|                              |                         |                                   | Genitori                                   |  |  | Nonni |  |  | Bisnonni                  |  |  | Trisnonni                                                      |  |
|                              |                         |                                   |                                            |  |  |       |  |  | Cristiano IX di Danimarca |  |  | Federico Guglielmo di Schleswig-Holstein-Sonderburg-Glücksburg |  |
|                              |                         |                                   |                                            |  |  |       |  |  | Cristiano IX di Danimarca |  |  | Federico Guglielmo di Schleswig-Holstein-Sonderburg-Glücksburg |  |
|                              |                         | Luisa Carolina d'Assia-Kassel     |                                            |  |  |       |  |  | Cristiano IX di Danimarca |  |  |                                                                |  |
| Giorgio I di Grecia          |                         |                                   |                                            |  |  |       |  |  | Cristiano IX di Danimarca |  |  |                                                                |  |
|                              |                         | Luisa d'Assia-Kassel              | Guglielmo d'Assia-Kassel                   |  |  |       |  |  |                           |  |  |                                                                |  |
|                              |                         | Luisa d'Assia-Kassel              | Guglielmo d'Assia-Kassel                   |  |  |       |  |  |                           |  |  |                                                                |  |
|                              |                         | Luisa d'Assia-Kassel              | Luisa Carlotta di Danimarca                |  |  |       |  |  |                           |  |  |                                                                |  |
| Costantino I di Grecia       |                         | Luisa d'Assia-Kassel              |                                            |  |  |       |  |  |                           |  |  |                                                                |  |
|                              |                         | Konstantin Nikolaevič di Russia   | Nicola I di Russia                         |  |  |       |  |  |                           |  |  |                                                                |  |
|                              |                         | Konstantin Nikolaevič di Russia   | Nicola I di Russia                         |  |  |       |  |  |                           |  |  |                                                                |  |
|                              |                         | Konstantin Nikolaevič di Russia   | Carlotta di Prussia                        |  |  |       |  |  |                           |  |  |                                                                |  |
| Olga Kostantinovna di Russia |                         | Konstantin Nikolaevič di Russia   |                                            |  |  |       |  |  |                           |  |  |                                                                |  |
|                              |                         | Alessandra di Sassonia-Altenburg  | Giuseppe di Sassonia-Altenburg             |  |  |       |  |  |                           |  |  |                                                                |  |
|                              |                         | Alessandra di Sassonia-Altenburg  | Giuseppe di Sassonia-Altenburg             |  |  |       |  |  |                           |  |  |                                                                |  |
|                              |                         | Alessandra di Sassonia-Altenburg  | Amalia di Württemberg                      |  |  |       |  |  |                           |  |  |                                                                |  |
| Elena di Grecia              |                         | Alessandra di Sassonia-Altenburg  |                                            |  |  |       |  |  |                           |  |  |                                                                |  |
|                              | Guglielmo I di Germania | Federico Guglielmo III di Prussia |                                            |  |  |       |  |  |                           |  |  |                                                                |  |
|                              | Guglielmo I di Germania | Federico Guglielmo III di Prussia |                                            |  |  |       |  |  |                           |  |  |                                                                |  |
|                              | Guglielmo I di Germania | Luisa di Meclemburgo-Strelitz     |                                            |  |  |       |  |  |                           |  |  |                                                                |  |
| Federico III di Germania     | Guglielmo I di Germania |                                   |                                            |  |  |       |  |  |                           |  |  |                                                                |  |
|                              |                         | Augusta di Sassonia-Weimar        | Carlo Federico di Sassonia-Weimar-Eisenach |  |  |       |  |  |                           |  |  |                                                                |  |
|                              |                         | Augusta di Sassonia-Weimar        | Carlo Federico di Sassonia-Weimar-Eisenach |  |  |       |  |  |                           |  |  |                                                                |  |
|                              |                         | Augusta di Sassonia-Weimar        | Maria Pavlovna di Russia                   |  |  |       |  |  |                           |  |  |                                                                |  |
| Sofia di Prussia             |                         | Augusta di Sassonia-Weimar        |                                            |  |  |       |  |  |                           |  |  |                                                                |  |
|                              |                         | Alberto di Sassonia-Coburgo-Gotha | Ernesto I di Sassonia-Coburgo-Gotha        |  |  |       |  |  |                           |  |  |                                                                |  |
|                              |                         | Alberto di Sassonia-Coburgo-Gotha | Ernesto I di Sassonia-Coburgo-Gotha        |  |  |       |  |  |                           |  |  |                                                                |  |
|                              |                         | Alberto di Sassonia-Coburgo-Gotha | Luisa di Sassonia-Gotha-Altenburg          |  |  |       |  |  |                           |  |  |                                                                |  |
| Vittoria di Gran Bretagna    |                         | Alberto di Sassonia-Coburgo-Gotha |                                            |  |  |       |  |  |                           |  |  |                                                                |  |
|                              |                         | Vittoria del Regno Unito          | Edoardo Augusto di Hannover                |  |  |       |  |  |                           |  |  |                                                                |  |
|                              |                         | Vittoria del Regno Unito          | Edoardo Augusto di Hannover                |  |  |       |  |  |                           |  |  |                                                                |  |
|                              |                         | Vittoria del Regno Unito          | Vittoria di Sassonia-Coburgo-Saalfeld      |  |  |       |  |  |                           |  |  |                                                                |  |
|                              |                         | Vittoria del Regno Unito          |                                            |  |  |       |  |  |                           |  |  |                                                                |  |